# Talltorta
Talltorta és una entitat de població del municipi cerdà de Bolvir (Baixa Cerdanya), a la dreta del riu d'Aravó, vora la seva confluència amb el Segre, al voltant de la petita església parroquial de Sant Climent.
Al any 2009 tenia 30 habitants, al 2011 tenia 26 habitants.
L'església de Sant Climent del Soler i la de Sant Grau de Talltorta són esmentades per primer cop el 819. L'any 1261 es consigna el mas de Sant Climent i apareix esmentada també l'església que tingué consideració de parròquia des de molt antic. En la visita pastoral de 1312-14 apareix com la única parròquia de Talltorta. Segons J. Martí Sanjaume, a principis del segle xx es coneixen les ruïnes d'aquesta església que encara feien un petit promontori a l'extrem del prat Xicó del Vilar a llevant del pont del Soler. Les últimes dades d'aquesta església que va trobar Martí Sanjaume són del 1568 i del 1592.

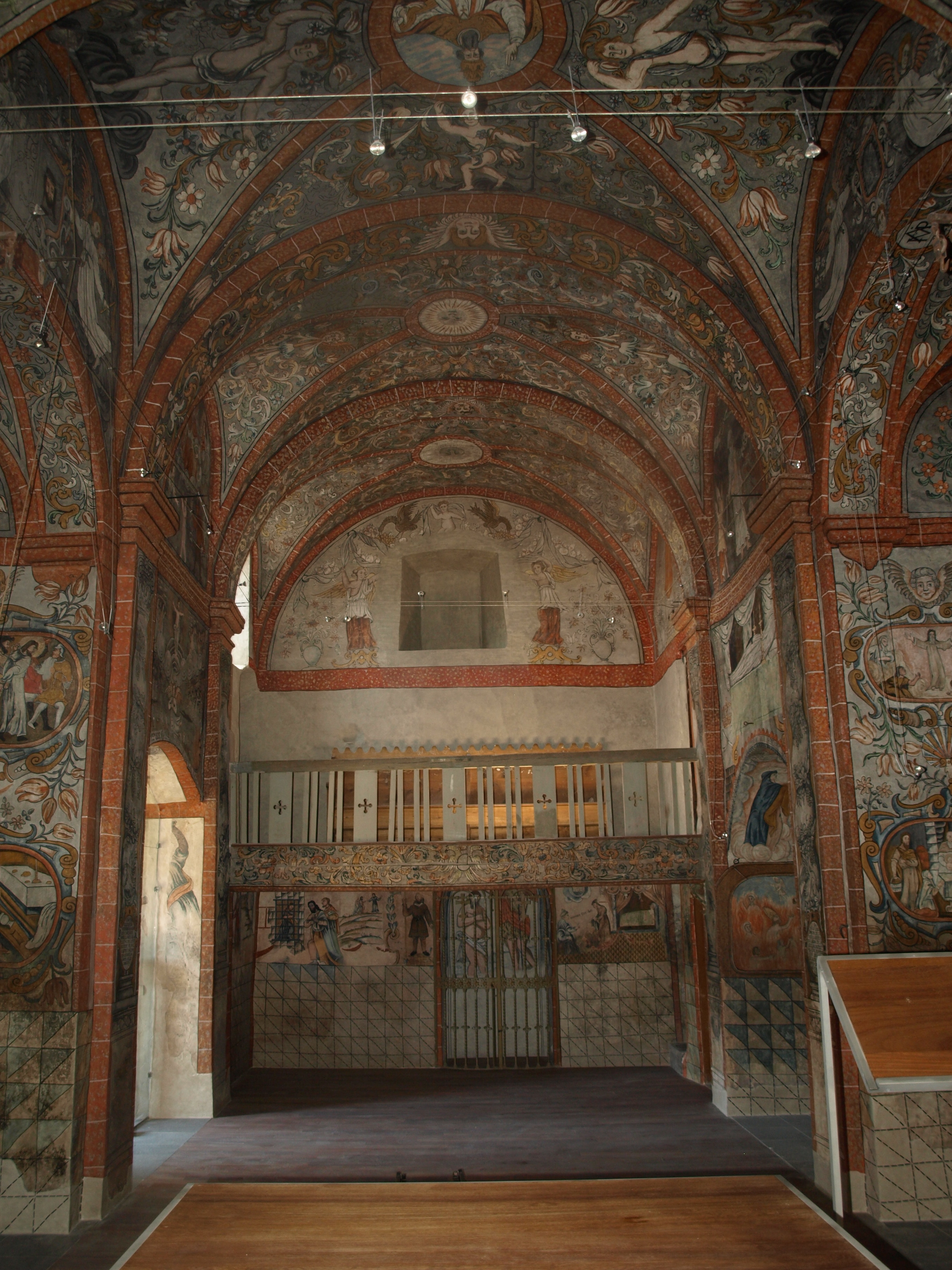
Pintures murals de l'interior de l'Església Sant Climent

L'actual església parroquial de Talltorta es va construir a partir de 1667. Les excavacions realitzades l'any 2008 sota l'absis han posat al descobert els fonaments d'un edifici anterior que podria ser romànic, que segons algunes opinions corresponen a l'església de Santa Fe de Talltorta, un edifici desaparegut el segle xvii. Tampoc no sembla que les restes trobades corresponguin a Sant Climent del Soler. Així, la titularitat de les restes de l'església que hi ha la subsòl de Sant Climent de Talltorta no es poden identificar.
L'església de Sant Climent de Talltorta presenta una planta rectangular d'una sola nau amb tres capelles laterals (dues al mur de tramuntana), una capella petita al mur de ponent, la sagristia i la torre del campanar a migdia que fa de capella lateral. Està capçada a llevant per un absis pentagonal. A ponent trobem el cor que reposa sobre un embigat de fusta. L'absis i la nau estan coberts amb voltes ogivals. L'església també coneguda com a "capella sixtina dels pirineus" pel seu gran nombre de pintures originals barroques conservades, que durant molts anys van restar tapades i se'n desconeixia l'existència fins a les restauracions del 2015.
Les pintures de Sant Climent de Talltorta daten del segle xviii. Cobreixen completament la volta de l'església amb representacions d'escenes del Nou Testament, motius florals i arquitectònics. Han estat completament restaurades i cal dir que són úniques al Pirineu.
La “Rectoria de Talltorta” està ubicada en el nucli d’aquest agregat del municipi de Bolvir, a la riba dreta del riu Querol poc abans de confluir amb el riu Segre.
L’edifici era propietat del Bisbat d’Urgell fins a la seva compra per l’Ajuntament de Bolvir, el 26 de març de 2018, amb la voluntat de destinar-lo a un ús públic com a Centre d’Interpretació – Museu relacionat amb la història de l’església barroca de Sant Climent i de les singulars i excepcionals pintures murals, així com a espai per a diferents activitats culturals. Està protegit per la declaració de l’església de Sant Climent, annexa a ell, com a bé cultural d’interès nacional (BCIN). La Rectoria tenia les funcions al servei d’aquesta, La restauració d’una i altra ha conservat el clar vestigi d’un pas a l’alçada del cor de l’església i del primer pis de la rectoria que comunicava ambdós edificis. La rectoria és un edifici tipificat de tipologia ceretana, de planta quadrada amb un pati davanter, un altre en la part darrera que lliga amb el lateral a ponent. Consta de planta baixa, un primer pis i una planta sota coberta de poca alçada. S’accedeix per la façana sud, que és la principal, situada al carrer del Molí de la Farga. Aquesta façana gaudeix, al llarg de tota ella, de l’element més destacat de l’edifici que és la balconera, restaurada íntegrament. Aquesta és tota de fusta i està suportada per les parets de tancament del pati davanter de la rectoria i per uns pilars de fusta que van de terra a la balconera, esdevenint un porxo d’entrada, i de la balconera fins a la coberta, suportant la volada del llosat que permet cobrir-la tota. Destaca l’ornamentació de la part alta amb arcs de mig punt.

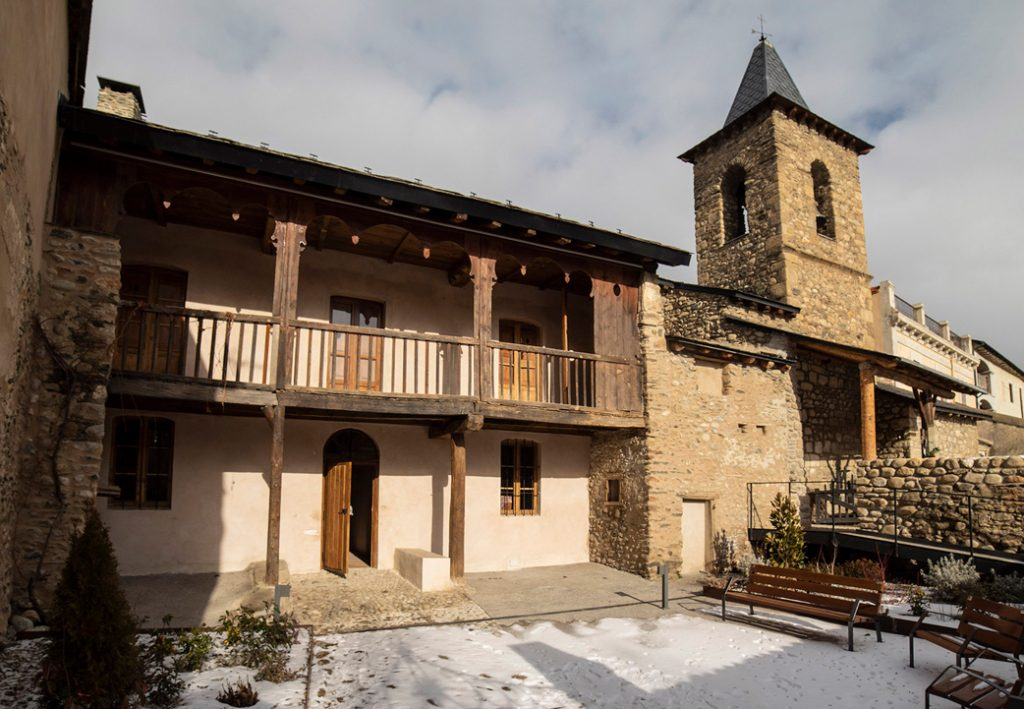
RECTORIA DE TALLTORTA

A l’interior de la rectoria la restauració ha conservat els elements propis i característics de la casa com: el terra de post de fusta del prim i de les golfes, les encavallades del pis sota llosat, la cuina amb pica i llar de foc, els armaris de paret i cantoners de tota la casa, i alguns elements curiosos. La restauració de l’edifici de la Rectoria de Talltorta va estar cofinançada pel PO FEDER de Catalunya 2014- 2020, Eixos prioritaris 4 i 6, dins de l’operació: Valorització del patrimoni cultural i natural de la Cerdanya.
PREU
2€/persona

## Fills i filles il·lustres de Talltorta
- Cels Surroca i Salvador (1843-1912): Metge i delegat a l'Assemblea de Manresa (1892).